# ARST
ARST Sp A. (do 2008 Azienda Regionale Sarda Trasporti) - główne przedsiębiorstwo transportu publicznego na Sardynii, całkowicie kontrolowane przez administrację regionalną.
Firma z siedzibą w Cagliari zarządza prawie wszystkimi podmiejskimi liniami autobusowymi wyspy, miejskim transportem drogowym w niektórych gminach, a także sardyńską siecią kolei wąskotorowej i tramwajami w Cagliari i Sassari.